# James Frain
James Frain (Leeds, 14 de março de 1968) é um ator britânico.

## Vida
Frain nasceu em Leeds, Yorkshire e criado em Essex, sendo o mais velho de oito filhos. Ele foi educado na Newport Free Grammar School, estudou Inglês, Cinema e Teatro na Universidade de East Anglia e formou-se como ator na Central School of Speech and Drama, em Londres. Enquanto estava no seu último ano, ele fez a sua estreia no filme Shadowlands (1993), e teve uma bem sucedida carreira cinematográfica em ambos os lados do Atlântico desde então. Com um sotaque qualificado e capaz de reproduzir uma grande variedade de papéis, ele foi nomeado para Melhor Ator em 1995 no Festival de Veneza pelo seu desempenho como terrorista da Irlanda do Norte em Thaddeus O'Sullivan no controverso Nothing Personal (1995) e de Melhor Ator Secundário ao prémio Geniès em Toronto pelo seu desempenho em Sunshine (1999). Ele atua periodicamente na Royal Shakespeare Company e no Royal Court Theatre, bem como no West End. Ele também apareceu na Broadway e em 2007 recebeu o Drama Desk Critics Award de Melhor Elenco juntamente com o resto do elenco de The Homecoming (2007). Ele apareceu recentemente na televisão na série 24 (2005) e The Closer (2006), interpretou o papel de Thomas Cromwell na série The Tudors (2007-2009) e o de Franklin Mott na série da HBO Sangue Fresco a partir da 3ª temporada.

## Filmografia
- Shadowlands (1993) - Peter Whistler
- The Buccaneers (1995) – Julius Folyat, o Duque de Trevenick
- Nothing Personal (1995) – Kenny
- Rasputin: Dark Servant of Destiny (1996) – Príncipe Felix Yusupov
- Loch Ness (1996) – Adrian Foote
- Robinson Crusoe (1997) - Robert
- Elizabeth (1998) – Embaixador espanhol Alvaro de la Quadra
- Hilary and Jackie (1998) – Daniel Barenboim
- What Rats Won't Do (1998) – Jack Sullivan
- Titus (1999)  – Bassiano
- Arabian Nights (2000) – Schahzenan / Harun al-Rashid
- Where the Heart Is (2000) – Forney Hull
- Reindeer Games (2000) – Nick
- Armadillo (2001) – Lorimer Black
- The Count of Monte Cristo (2002) –  J. F. Villefort
- Leonardo (2003) – Cesare Borgia
- Empire (2005) – Marcus Junius Brutus
- 24 – Paul Raines
- Into the Blue (2005) – Reyes
- Invasion (2006) – Eli Szura
- The Closer (2006) - Paul Andrews
- The Tudors (2007-2009) – Thomas Cromwell
- Law and Order: Criminal Intent "Vanishing Act" (2008) – Dean Holiday
- True Blood (2010) - Franklin Mott
- Tron Legacy (2010) - Jarvis
- The Cape (2011) - Peter Fleming
- Transit (2012) -  Marek
- The Mentalist (2012) Terry Murphy
- Grimm (2012-2013) - Eric Renard
- The White Queen (2013) -  Lord Warwick, "the Kingmaker"
- Gotham (2014-2019) - Theo Galavan
- The Architect (2016) - Miles Moss
- Elementary (2019) - Odin Reichenbach